# U-33 (1936)
| U-33                                                                                     | U-33 | U-33 |
| ---------------------------------------------------------------------------------------- | --- | --- |
|                                                                                          | | |
|                                                                                          | | |
| U-33. 1937                                                                               | | |
| Під прапором                                                                             | Третій Рейх | Третій Рейх |
| Спуск на воду                                                                            | 11 червня 1936 року                                                                                                | 11 червня 1936 року                                                                                                |
| Виведений зі складу флоту                                                                | 25 липня 1936 року                                                                                                 | 25 липня 1936 року                                                                                                 |
| Сучасний статус                                                                          | 12 лютого 1940 року затоплений у Ферт-оф-Клайд британським тральщиком «Глінер»                                     | 12 лютого 1940 року затоплений у Ферт-оф-Клайд британським тральщиком «Глінер»                                     |
| Проєкт                                                                                   | | |
| Тип ПЧ                                                                                   | Торпедний ДПЧ | Торпедний ДПЧ |
| Розробник проєкту                                                                        | Friedrich Krupp Germaniawerft, Кіль                                                                                | Friedrich Krupp Germaniawerft, Кіль                                                                                |
| Вартість                                                                                 | 4 189 000 ℛℳ | 4 189 000 ℛℳ |
| Основні характеристики                                                                   | | |
| Швидкість (надводна)                                                                     | 17 вузлів | 17 вузлів |
| Швидкість (підводна)                                                                     | 8 вузлів | 8 вузлів |
| Робоча глибина занурення                                                                 | 100 м | 100 м |
| Гранична глибина занурення                                                               | 220 м | 220 м |
| Автономність плавання                                                                    | 135—174 км на швидкості 4 вузли (в підводному положенні) 11 470 км на швидкості 10 вузлів (у надводному положенні) | 135—174 км на швидкості 4 вузли (в підводному положенні) 11 470 км на швидкості 10 вузлів (у надводному положенні) |
| Екіпаж                                                                                   | 44—60 осіб | 44—60 осіб |
| Розміри                                                                                  | | |
| Довжина найбільша (по КВЛ)                                                               | 64,51 м | 64,51 м |
| Ширина корпусу найб.                                                                     | 5,85 м | 5,85 м |
| Висота                                                                                   | 9,5 м | 9,5 м |
| Середня осадка (по КВЛ)                                                                  | 4,37 м | 4,37 м |
| Водотоннажність надводна                                                                 | 626 т | 626 т |
| Силова установка                                                                         | | |
| дизель-електрична; 2 дизельних двигуни MAN M 6 V 40/46, 2 електродвигуни BBC GG UB 720/8 | | |
| Гвинти                                                                                   | 2 | 2 |
| Потужність                                                                               | 2 × 2100—2310 к.с. (дизелі) 2 × 750 к.с. (електродвигуни)                                                          | 2 × 2100—2310 к.с. (дизелі) 2 × 750 к.с. (електродвигуни)                                                          |
| Озброєння                                                                                | | |
| Артилерія                                                                                | 1 × 88-мм палубна гармата SK C/35                                                                                  | 1 × 88-мм палубна гармата SK C/35                                                                                  |
| Торпедно- мінне озброєння                                                                | 4 носових і один кормовий ТА. 11 торпед або 22 міни TMA                                                            | 4 носових і один кормовий ТА. 11 торпед або 22 міни TMA                                                            |
| ППО                                                                                      | 1 × 20-мм зенітна гармата FlaK 30/38/Flakvierling                                                                  | 1 × 20-мм зенітна гармата FlaK 30/38/Flakvierling                                                                  |

U-33 — німецький підводний човен типу VII A, що входив до складу крігсмаріне за часів Другої світової війни. Закладений 1 вересня 1935 року на верфі Friedrich Krupp Germaniawerft, у Кілі. Спущений на воду 11 червня 1936 року, 25 липня 1936 року корабель увійшов до складу ВМС нацистської Німеччини.

## Історія
U-33 належав до німецьких підводних човнів типу VII A, яких було випущено 10 одиниць. З моменту введення ПЧ до строю він увійшов до складу 2-ї флотилії підводних човнів, першим його командиром був капітан-лейтенант Оттогенріх Юнкер (нім. Ottoheinrich Junker).
З листопада 1936 року U-33 брав участь в операції «Урсула» — операції німецького підводного флоту з підтримки військово-морського флоту Франко під час Громадянської війни в Іспанії.
З початку Другої світової війни і до останнього походу у лютому 1940 року, U-33 здійснив 3 бойових походи в Атлантичний океан. Підводний човен потопив 11 суден противника сумарною водотоннажністю 22 931 брутто-регістрова тонна.
На початку лютого 1940 року U-33 під командуванням Ганса-Вільгельма фон Дрескі (нім. Hans-Wilhelm von Dresky) вийшов у черговий третій похід для постановки мінного поля у Ферт-оф-Клайд у Шотландії. Однак, 12 лютого ПЧ був виявлений та атакований глибинними бомбами тральщика «Глінер». Пошкоджений U-33 був вимушений спливти і екіпаж полишив човен, який незабаром затонув. 17 членів екіпажу вижило, 25 загинуло. Перш ніж човен затонув, секретні ротори машини «Енігма» були розподілені між кількома членами екіпажу, яким були дані вказівки викинути їх в море, щоб уникнути захоплення. Це, однак, не було зроблено і, в результаті, британці захопили три ротори, включаючи два (VI і VII), що використовувалися тільки кораблями Крігсмаріне, і схема підключення яких була невідома.

## Командири ПЧ
- капітан-лейтенант Оттогенріх Юнкер (нім. Ottoheinrich Junker) (26 липня 1936 — 28 жовтня 1938);
- капітан-лейтенант Курт Фрайвальд (нім. Kurt Freiwald) (22 листопада — 20 грудня 1938 та 3 червня — 25 липня 1937);
- капітан-лейтенант Ганс-Вільгельм фон Дрескі (нім. Hans-Wilhelm von Dresky) (29 жовтня 1938 — 12 лютого 1940).

## Перелік уражених U-33 суден у бойових походах
| №                                                                         | Дата              | Назва             | Тип                | Належність      | Водотоннажність (брт) | Вантаж                         | Конвой | Результат та координати                                                       | Наслідки атаки для екіпажу       | Прим. |
| ------------------------------------------------------------------------- | ----------------- | ----------------- | ------------------ | --------------- | --------------------- | ------------------------------ | ------ | ----------------------------------------------------------------------------- | -------------------------------- | --- |
| Перший похід (19.08—28.09.1939, 41 доба; Вільгельмсгафен—Вільгельмсгафен) |                   |                   |                    |                 |                       |                                |        |                                                                               |                                  | |
| 1                                                                         | 7 вересня 1939    | Olivegrove        | суховантажне судно | Велика Британія | 4060                  | 4500 тонн цукру                |        | потоплено 49°05′ пн. ш. 15°58′ зх. д. / 49.083° пн. ш. 15.967° зх. д.         | 33 (0 загинуло, усі врятовані)   | |
| 2                                                                         | 16 вересня 1939   | Arkleside         | суховантажне судно | Велика Британія | 1567                  | 2500 тонн вугілля та коксу     |        | потоплено 48°00′ пн. ш. 9°30′ зх. д. / 48.000° пн. ш. 9.500° зх. д.           | ? (0 загинуло, ? врятовані)      | |
| 3                                                                         | 24 вересня 1939   | Caldew            | траулер            | Велика Британія | 287                   |                                |        | потоплений 60°47′ пн. ш. 6°20′ зх. д. / 60.783° пн. ш. 6.333° зх. д.          | 11 (0 загинуло, 11 врятовані)    | |
| Другий похід (29.10—26.11.1939, 29 діб; Вільгельмсгафен—Вільгельмсгафен)  |                   |                   |                    |                 |                       |                                |        |                                                                               |                                  | |
| 4                                                                         | 20 листопада 1939 | Thomas Hankins    | траулер            | Велика Британія | 276                   |                                |        | потоплений 55°21′ пн. ш. 8°35′ зх. д. / 55.350° пн. ш. 8.583° зх. д.          | 12 (0 загинуло, 12 врятовані)    | |
| 5                                                                         | 20 листопада 1939 | Delphine          | траулер            | Велика Британія | 250                   |                                |        | потоплений 55°27′ пн. ш. 8°25′ зх. д. / 55.450° пн. ш. 8.417° зх. д.          | 13 (0 загинуло, 13 врятовані)    | |
| 6                                                                         | 20 листопада 1939 | Sea Sweeper       | траулер            | Велика Британія | 329                   |                                |        | потоплений 55°39′ пн. ш. 8°35′ зх. д. / 55.650° пн. ш. 8.583° зх. д.          | 12 (0 загинуло, 12 врятовані)    | |
| 7                                                                         | 21 листопада 1939 | Sulby             | траулер            | Велика Британія | 287                   |                                |        | потоплений 55°51′ пн. ш. 8°15′ зх. д. / 55.850° пн. ш. 8.250° зх. д.          | 12 (5 загинуло, 7 врятувалися)   | |
| 8                                                                         | 21 листопада 1939 | William Humphries | траулер            | Велика Британія | 276                   |                                |        | потоплений 55°51′ пн. ш. 8°15′ зх. д. / 55.850° пн. ш. 8.250° зх. д.          | 13 (усі загинули)                | |
| 9                                                                         | 23 листопада 1939 | Borkum            | суховантажне судно | Третій Рейх     | 3670                  | зерно                          |        | тотально зруйноване 59°33′ пн. ш. 3°57′ зх. д. / 59.550° пн. ш. 3.950° зх. д. | ? (4 загинули та ? врятовані)    | 18 листопада 1939 року німецький блокадопроривач Borkum був захоплений британським озброєним судном HMS California (F55) у Данській протоці та узятий як призове судно й доставлений до Керкволла |
| 10                                                                        | 25 грудня 1939    | Stanholme         | суховантажне судно | Велика Британія | 2473                  | 4500 тонн вугілля              |        | затонуло 51°20′ пн. ш. 3°39′ зх. д. / 51.333° пн. ш. 3.650° зх. д.            | 25 (13 загинули та 12 врятовані) | Підрив на мінному полі, встановленому U-33 9 листопада 1939 року в Бристольській затоці |
| 11                                                                        | 16 січня 1940     | Inverdargle       | танкер             | Велика Британія | 9456                  | 12 554 тонн авіаційного спирту |        | потоплений 51°16′ пн. ш. 3°43′ зх. д. / 51.267° пн. ш. 3.717° зх. д.          | 49 (усі загинули)                | Підірвався на мінному полі, встановленому U-33 9 листопада 1939 року в Бристольській затоці |